# (16378) 1981 ET17
A (16378) 1981 ET17 a Naprendszer kisbolygóövében található aszteroida. Schelte J. Bus fedezte fel 1981. március 2-án.